# Los elegidos
Los elegidos é uma série de televisão mexicana produzida pela Televisa e foi exibida pelo Las Estrellas de 1 de julho a 16 de agosto de 2019, substituindo Esta historia me suena e sendo substituída por La reina soy yo.
É um remake da série espanhola Los protegidos, de 2010.
Protagonizada por Sara Maldonado e Carlos Ferro.

## Enredo
A família García García esconde dois segredos. Uma é que eles não são realmente uma família e a segunda é que as crianças e os jovens que a compõem têm habilidades extraordinárias. Eles devem se esconder para se proteger do sinistro coronel Morrison, um ex-militar dos EUA que deseja usar seus poderes para o benefício de seus planos diabólicos.

## Elenco
- Sara Maldonado -  Jimena Villegas / Jimena García
- Carlos Ferro - Mario Calderón / Mario García
- Julio Bracho - Coronel Thomas Morrison
- Carmen Madrid - Rosa Domínguez
- Arantza Ruiz - Becka
- Erick Cañete - Lucas García
- Macarena García - Sandra López Torrija / Sandra García García
- Jason Muñoz Romo - Felipe Samudio / Felipe García García "El Cobra"
- Mario Escalante - Tenente Ismael Murillo
- Cinthia Vázquez - Nuria
- Gerardo Trejoluna - Antonio Domínguez
- Clarisa González - Claudia Domínguez
- Maximiliano Uribe - Carlos Calderón / Carlos García García
- Paola Real - Lucía García García
- Cassandra Iturralde - Blanca Villegas
- Javier Ponce - Leo
- Rodrigo Santacruz - Silvestre Sánchez / Arturo Fonseca
- Andrés Baida - Héctor
- Aidan Vallejo - Hugo
- Manuel Castillo - Javier
- Dalexa - Cecilia
- Salvador Amaya - Brandon Baeza
- Ignacio Riva Palacio - Jairo
- Lilo Durazo - Marusia
- Macarena Oz - Sofía López Torrija
- Samuel Gallegos - Wan
- Joan Kuri - Jonás

## Prêmios e Indicações

### Premios TVyNovelas 2020
| Categoria                       | Nomeados               | Resultados |
| ------------------------------- | ---------------------- | ---------- |
| Melhor série dramática          | Andrés Santamaría      | Indicado   |
| Melhor atriz de serie dramática | Macarena García Romero | Indicada   |
| Melhor ator de série dramática  | Carlos Ferro           | Indicado   |
| Os favoritos do público         |                        |            |
| O mais belo                     | Carlos Ferro           | Indicado   |
| O melhor final                  | Andrés Santamaría      | Indicado   |
| Melhor elenco                   | Andrés Santamaría      | Indicado   |